# Manota hidalgoensis
Manota hidalgoensis är en tvåvingeart som beskrevs av Heikki Hippa 2009. Manota hidalgoensis ingår i släktet Manota och familjen platthornsmyggor. Inga underarter finns listade i Catalogue of Life.